# Waldhaus Drei Buchen (Ramberg)
Das Waldhaus Drei Buchen, auch Ramberger Waldhaus, unweit der Passhöhe Drei Buchen in der Haardt, dem östlichen Randgebirge des Pfälzerwalds (Rheinland-Pfalz), ist ein sogenanntes Wanderheim und eines der über 100 Häuser des Pfälzerwald-Vereins (PWV). Es gehört der PWV-Ortsgruppe Ramberg, die es durch einen Pächter betreiben lässt, und bietet an den Öffnungstagen warme Küche an.
Mit den anderen Häusern des PWV ist es seit 2021 mit dem Eintrag Pfälzerwaldhütten-Kultur Bestandteil des Immateriellen Kulturerbes in Deutschland der deutschen UNESCO-Kommission.
Namensverwandt ist das Waldhaus Drei Buchen, das mehr als 30 km südwestlich bei Lemberg im Landkreis Südwestpfalz liegt.

## Geographie

### Lage
Das Waldhaus steht in der Haardt nahe dem Ostrand des Pfälzerwalds auf der Waldgemarkung der Ortsgemeinde Ramberg in einer Höhe von 408 m ü. NHN. Auf der Wegseite östlich gegenüber beginnt die Waldgemarkung von Burrweiler.
Das Haus ist von Mischwald umgeben, in dem die namensgebenden Buchen vorherrschen, aber auch Eichen, Tannen, Fichten und Kiefern wachsen. Der Standort, die Passhöhe Drei Buchen, bildet den Übergang vom Ramberger Tal zum Tal des Modenbachs.

### Gewässer
Im Ramberger Tal fließt der Dernbach, dessen Wasser über Eisbach und Queich den Rhein erreicht, im Modenbachtal der Modenbach, der über den Speyerbach ebenfalls zum Rhein entwässert. Über die Passhöhe Drei Buchen verläuft die Wasserscheide zwischen den Einzugsgebieten von Queich und Speyerbach.
Die Ausläufer der Passhöhe, auf dem das Waldhaus liegt, wird flankiert im Norden durch das Holpertal mit dem Holpertalbach und im Süden durch das Abseltal mit dem Talbach; beide Gewässer münden von links in den Dernbach.

## Zugang und Wandern
Die Hütte kann nur zu Fuß erreicht werden, wobei der Wandererparkplatz an der Passhöhe Drei Buchen nur 300 m entfernt ist. Dort steht als Orientierungspunkt für Wanderer der Ritterstein 234 mit dem Hinweis auf das Waldhaus. Ein direkter Aufstieg ist von Ramberg in etwa 30 Minuten möglich. Weitere Zugänge können von Dernbach über die Landauer Hütte oder aus dem Modenbachtal erfolgen. Der Prädikatswanderweg Pfälzer Weinsteig führt an der Hütte vorbei. Als Wanderziele in der Nähe der Hütte können die Ruinen der Burgen Meistersel, Neuscharfeneck und Ramburg erreicht werden. Nahegelegene Berge sind der Roßberg, mit 637 m der dritthöchste Berg im Pfälzerwald, und der Frankenberg (557 m) mit den spärlichen Resten der Frankenburg, die auch Frankenfelsen genannt wird. Die benachbarten Hütten des PWV sind die Trifelsblick-Hütte, die St.-Anna-Hütte, die Landauer Hütte und die Pottaschtalhütte.